# Josef Maloun
Josef Maloun (11. února 1905 Praha-Libeň  – 28. dubna 1972) byl český fotbalista, útočník, reprezentant Československa.

## Sportovní kariéra
V československé reprezentaci odehrál roku 1927 jedno utkání a vstřelil v něm jeden gól(v přátelském zápase s Rakouskem). Dvakrát nastoupil též za amatérskou reprezentaci. V lize odehrál 66 zápasů a dal 14 gólů. Hrál za SK Libeň (1925–1926, 1932–1933), Spartu Praha (1926–1929) a Meteor VIII (1930–1931). Se Spartou se stal dvakrát mistrem Československa (1926, 1927). Čtyřikrát startoval ve Středoevropském poháru a dal zde jeden gól.